# Ana Lucrecia Taglioretti
Ana Lucrecia Taglioretti, née le 25 décembre 1995, morte le 7 janvier 2020 à Asunción, est une violoniste et prodige paraguayenne.
Née aveugle, Ana Taglioretti commence à étudier la musique à l'âge de cinq ans, en commençant par le piano, puis en étudiant le chant et enfin en se spécialisant dans le violon.
Elle rejoint l'Orchestre symphonique national du Paraguay en avril 2014. Elle est invitée à plusieurs reprises à participer au téléthon du Paraguay, ainsi qu'aux événements des Nations Unies au Paraguay et de Global Infancia. Ana Lucrecia Taglioretti participe aussi à des festivals musicaux nationaux et internationaux. Elle se produit avec des artistes comme Carlos Vives, Rolando Chaparro et Lizza Bogado. Elle participe le 23 septembre 2019 avec d'autres musiciens de l'Orchestre symphonique national à un concert-bénéfice pour aider les familles paraguayennes du Chaco touchées par la sécheresse et les incendies de forêt.
Elle est retrouvée morte le 9 janvier 2020 dans l'appartement où elle habitait. Son autopsie révèle qu'elle n'a pas subi de mort violente, il s'agirait plutôt d'une crise cardiaque.

## Biographie

### Jeunesse et formation
Ana Lucrecia Taglioretti naît prématurée le 25 décembre 1995, avec trois mois d'avance. Elle passe trois mois en incubation néonatale, mais elle est abandonnée à sa sortie ; la Croix-Rouge paraguayenne s'occupe d'elle jusqu'à son adoption. Elle est de nouveau abandonnée à la découverte de sa cécité. Elle est ensuite adoptée par un professeur de musique. Sa mère adoptive déclare en 2007 qu'Ana Taglioretti avait un retard de développement psychologique, c'est pourquoi elle ne l'a pas inscrite à l'école mais lui enseigne avec un programme particulier à la maison, en lui faisant passer les examens en lien direct avec le ministère de l'Éducation.
Ana Taglioretti étudie la musique à partir de l'âge de cinq ans, commençant sa formation au piano. À six ans, elle rejoint le Chœur International du Sanatorium de Luque (Coro del Sanatorio Internacional de Luque). Elle rejoint ensuite en 2003 le projet d'orchestre de jeunes Sons de la Terre (Sonidos de la Tierra). Ana Taglioretti se diversifie ensuite dans la musique ; elle arrête de jouer du piano pour étudier le chant, puis elle a le choix entre la harpe et le violon, et décide finalement d'abandonner le chant pour se spécialiser dans le violon. Elle poursuit à partir de 2005 ses études au Conservatoire national de musique, et fait partie ensuite de l'un des orchestres du Conservatoire Miranda.

### Carrière musicale
Après ses années de conservatoire, Ana Taglioretti rejoint le groupe Urban Sound (Sonido Urbano), avec Jimena Ramírez et Rodrigo Espinosa, qui ouvrent en octobre 2014 le concert des Harp Twins au Centre culturel panaméricain du Paraguay.
Elle sort en 2010 son premier disque avec le soutien d'Amnesty International dans le cadre de la campagne Un violon pour les droits de l'homme (Un violín a favor de los derechos humanos). Elle reçoit en 2011 le prix du jeune leader musical de l'année décerné par le Paraguay Leaders Fund.
Ana Taglioretti rejoint l'Orchestre symphonique national du Paraguay en avril 2014. Elle est invitée à plusieurs reprises à participer aux téléthons du Paraguay, ainsi qu'aux événements des Nations Unies au Paraguay, et au Global Infancia. Elle produit également avec des artistes comme Carlos Vives, Rolando Chaparro et Lizza Bogado.
À propos du spectacle avec Carlos Vives, Ana Taglioretti admirait beaucoup ce chanteur depuis qu'elle l'avait entendu quand elle était jeune. À son concert en octobre 2013, elle est reconnue par le groupe de cumbia Grupo 5, Carlos Vives la reconnaît aussi et lui demande de jouer avec lui.
Ana Taglioretti participe à des festivals musicaux nationaux et internationaux. Elle préfère jouer en groupe plutôt qu'être soliste.
Le 23 septembre 2019, avec d'autres musiciens de l'Orchestre symphonique national, elle participe à un gala de bienfaisance pour aider les familles paraguayennes du Chaco touchées par la sécheresse et les incendies de forêt. Ils collectent des vêtements et des denrées non périssables pour les victimes.

### Vie privée
En septembre 2012, Ana Taglioretti, alors âgée de seize ans, est signalée comme victime de violence domestique et de maltraitance de la part de sa mère adoptive. Elle est retrouvée à plusieurs reprises dormant enfermée hors de la maison familiale. Les signalements des voisins et leurs inquiétudes quand la jeune Ana Taglioretti parle de se suicider, donnent lieu à l'ouverture d'une enquête de la police et des services d'aide à l'enfance. Les plaintes des voisins comportent une vidéo d'Ana Taglioretti, parlant dans l'une de leurs maisons où elle s'est enfuie pour y dîner, et où elle dit qu'elle s'était enfuie de chez elle en mars 2012 pour se rendre à la police, mais qu'elle avait été arrêtée et insultée par la mère. Après l'avoir écoutée, une décision judiciaire ordonne le placement d'Ana Taglioretti dans une famille de substitution. Elle a alors 16 ans et vit dans cette nouvelle famille jusqu'à l'âge de 20 ans.

### Mort
Ana Taglioretti est retrouvée morte le 9 janvier 2020 dans l'appartement où elle habitait. N’ayant aucune réponse lorsqu’elle sonne à la porte, sa mère appelle un serrurier,. On estime que son corps a été retrouvé environ 48 heures après sa mort. À cette époque, elle vivait dans un appartement à Asunción. Le Secrétaire national à la Culture du Paraguay et l'Orchestre symphonique national rendent hommage à la violoniste, déplorant sa mort et présentant leurs condoléances à la famille.
Le 10 janvier, le procureur qui a mené l'enquête déclare que l'autopsie ne retient pas l'hypothèse d'une mort violente, car le corps « ne présentait aucune fracture » ni « traumatisme », et laisse entendre que la cause du décès est naturelle. Le ministère public explique que des résultats approfondis de l'autopsie seront connus trois semaines plus tard. Selon des proches d'Ana Taglioretti, sa famille a des antécédents de problèmes cardiaques, un arrêt cardiaque comme cause du décès n'est donc pas écarté.